# Kardioverze

Ilustrace kardioverze

Kardioverze je lékařský zákrok, jímž se pomocí elektřiny či léků upravuje nepřirozeně rychlý srdeční rytmus (tachykardie) nebo srdeční arytmie na normální rytmus. Při elektrické kardioverzi se do srdce v určitém momentu srdečního cyklu zavede terapeutická dávka elektrického proudu.
Při defibrilaci, což je nejúčinnější prostředek kardiopulmonální resuscitace při srdeční zástavě spojené s fibrilací komor a komorovou tachykardií, se elektrický výboj pouští do srdce v různých momentech srdečního cyklu.
Farmakologická kardioverze, zvaná též chemická kardioverze, používá místo elektrických impulzů antiarytmické léky, tzv. antiarytmika.

## Elektrická kardioverze
Tento zákrok slouží k léčení některých arytmií, především fibrilace síní a flutteru síní. Obvykle se provádí ambulantně, nevyžaduje se při ní tedy hospitalizace. Před zákrokem uvede anesteziolog pacienta do krátkodobé celkové anestezie, načež mu kardiolog přiloží na hrudník dvě elektrody defibrilátoru potřené vodivým gelem. Následuje výboj stejnosměrného elektrického proudu o energii 70–120–200 J, jehož úkolem je přerušit arytmii a obnovit normální srdeční rytmus.
Vzhledem k potřebě sledovat v průběhu zákroku pacientovy základní životní funkce, tedy dýchání, krevní tlak a srdeční rytmus, se kardioverze provádí ve speciálně vybavené místnosti nebo na lůžku koronární jednotky. Pokud arytmie trvá déle než 48 hodin, musí se pro snížení rizika vzniku krevní sraženiny a následné embolie brát před zákrokem léky proti srážení krve – obvykle po dobu nejméně tří týdnů – nebo provést vyšetření, jež vyloučí přítomnost nebezpečných krevních sraženin v síních.
Vzhledem k nutnosti anestezie se elektrická kardioverze musí provádět nalačno, proto nesmí pacient od půlnoci jíst ani pít.